# I. Charles de Cossé-Brissac
I. Charles de Cossé, közismerten Brissac marsall  (1505 – Párizs, 1563. december 31.) Brissac első grófja, Franciaország marsallja, az itáliai háborúk kiemelkedő hadvezére I. Ferenc és II. Henrik idején, majd az első vallásháborúban. Számos bátor haditettéről, valamint eredményes piemonti kormányzóságáról (1550–1560) ismert. Korabeli ragadványneve „a szép Brissac” (le beau Brissac) volt. Öccse, Artus de Cossé-Brissac (1512–1582) röviddel a halála után szintén marsallságig jutott, rá megkülönböztetésül Cossé marsallként hivatkoztak, hasonlóan I. Charles fiához, II. Charles de Cossé-Brissachoz (1550–1621).

## Származása, családja
A Cossé-család Mayenne vidékéről, a Laval közelében lévő Cosséból származott. Charles apja, René de Cossé (1460 k.–1540) alapozta meg a család szerencséjét, illetve ő vásárolta meg az anjoui Brissac uradalmát 1502-ben Louis de Brézétől, Maulévrier grófjától, Normandia sénéchaljától, aki később Diane de Poitiers – II. Henrik király majdani szeretője – férjeként lett ismert. René Anjou, Maine és Touraine királyi kormányzója, emellett befolyásos udvari tisztviselő volt: 1492-től haláláig királyi főétekfogóként (grand panetier), 1516-tól pedig egyúttal fősólymászként (grand fauconnier) szolgált VIII. Károly, XII. Lajos és I. Ferenc udvarában.
René de Cossé 1503-ban vette feleségül Charlotte Gouffier de Boisy-t (1482–1537 után), I. Guillaume de Gouffier (1435-1495) királyi tanácsos és kamarás, roannais-i báró, Boisy és Bonnivet ura és Philippine de Montmorency leányát (utóbbi révén Charlotte Anne de Montmorency, a híres connétable unokatestvére volt). Charlotte 1518-tól a királyi gyermekek nevelőjeként tevékenykedett, és több testvére – René de Cossé sógorai – is fontos pozíciót töltött be:
- I. Artus Gouffier (1475–1519) a későbbi I. Ferenc nevelője lett, amiért az trónra lépve herceggé és pairré nevezték ki;
- Adrien Gouffier (1479–1523) Coutances és Albi püspöke, bíboros, királyi főalamizsnás;
- II. Guillaume Gouffier (1488 k.–1525) az ifjú király kegyence, admirálisként szolgálta Franciaországot;
- Aymar Gouffier (? – 1528) Saint-Denis apátja, Albi püspöke.

René de Cossé és Charlotte Gouffier házasságából négy gyermek született, köztük Charles volt a legidősebb. Artus nevű öccse maga is katonai pályára lépett, Philippe pedig I. Ferenc gyermekeinek nevelője, végül Coutances püspöke és Franciaország főalamizsnása volt. Anne-Catherine de Cossé nevű leánytestvérük René de Fonsèques-hez, Surgères urához ment feleségül.
Mivel rokonsága kiemelt szerepet töltött be az uralkodók környezetében, Charles de Cossé is a királyi udvarban nevelkedhetett: I. Ferenc legidősebb fia, Ferenc dauphin és bretagne-i herceg (1518–1536) udvartartásának tagja (enfant d'honneur), majd a trónörökös első apródja lett.

## Pályája kezdetei
A VII. itáliai háború során, 1528-ban részt vett a Nápoly ellen indított francia expedícióban Odet de Foix-Lautrec marsall irányítása alatt, és itt tűnt ki először a csatatéren, amikor a gályákról partra szálló franciákra spanyol csapatok támadtak, a tengerpartra szorítva őket. Cossé sisak és vért nélkül, pusztján kardjával felszerelkezve ejtett fogságba egy teljes páncélzatban rátámadó lovast.
A VIII. itáliai háborúban, 1537-ben száz könnyűlovas parancsnokaként vett részt a piemonti Avigliana és Susa bevételében. 1540-ben elhunyt apjától megörökölte a fősólymászi tisztséget.
1542-ben kitört a IX. itáliai háború. Először az Alpokon túli gyalogság parancsnokává lépett elő, ilyen minőségben részt vett Perpignan Henrik dauphin által vezetett ostromában, ahol egy alkalommal, míg a nemes ifjak zöme a herceg sátrában mulatozott, egymaga tartóztatta fel a várból kitörő, táborra támadó spanyolokat az őket végül visszaverő gyalogság érkezéséig, elnyerve a trónörökös elismerését. 1543-ban a teljes piemonti könnyűlovasság parancsnoka volt, majd még az évben a királyi sereghez csatlakozott a flandriai hadműveletekben. Egy jelentősebb hadtest felett győzelmet aratva 600 foglyot ejtett, amivel elérte, hogy a rémült császáriak feladják Bohain és Guise ostromát, és rendezetlenül visszavonuljanak Le Quesnoy felé. Brissac a visszavonulók utóvédjére támadt, aminek egy részét legyőzte és elfogta Francesco d’Estét, II. Ercolo d’Este ferrarai herceg fivérét, a császári lovasság egyik parancsnokát. A császári erők rövidesen ellentámadásba mentek át, I. Ferenc hadai pedig megkezdték a visszavonulást. Brissac magára vállalta a hátvéd vezetését, ahol hatalmas veszélynek tette ki magát – kar- és nyakpáncélját is leszakították, ruhái cafatokban lógtak, végül lováról is levetették. Törött kardjával tudott csak védekezni, míg végre a nehézlovasság kimentette, és friss lóra ülve utolérte a fősereget. A sereg üdvrivalgással fogadta a porlepte, véres nemest, akit a király saját kupájából itatott meg, megölelt és helyben a Szent Mihály-rend tagjává fogadta. V. Károly császár közben értesült róla, hogy az eredetileg megtámadni tervezett Landrecies-t sikerült ellátni ellátmánnyal és emberekkel, illetve hogy a franciák Le Cateau-Cambrésis felé vonultak vissza. Seregével utóbbiak nyomába indult, de Brissac utódvédje visszaverte a támadást.
1544 januárjában Giovanni Caracciolo marsall oldalán a rendkívüli hideg időjárás ellenére sikerült felmentenie az ostromlott Luxembourg-t, elűzve Wilhelm von Fürstenberg gróf támadóit. Ezután a könnyűlovasság és 2000 gyalogos élén a champagne-i Vitry-en-Perthois-ba küldték, ahonnan a császári hadakat zaklatta: elűzte a fosztogatóikat és megtámadta az ellátmányt szállító menetoszlopokat. A császár 4000 embert indított ellene tüzérséggel felszerelve, mire Brissac Châlons felé vonult vissza a túlerő elől. Egy kisebb ütközet során két ízben is fogságba esett, de emberei mindkétszer kimentették. Miután a császáriakkal szeptemberben megköttetett a crépy-i béke, a háború a Boulogne-t megszerző angolok ellen folytatódott, melynek során Brissac Calais közelében, az Oye-vidéken legyőzte az angolokat.
1547-ben a meggondolatlan szavaiért leváltott Jean de Taix helyére Brissacot nevezték ki a tüzérség főparancsnokává, és atyja korábbi főétekfogói tisztségét is megkapta a trónra lépő II. Henriktől. Az új király alatt sem tört meg pályája, köszönhetően annak, hogy jó viszonyt ápolt annak szeretőjével, Diane de Poitiers-val.

## Piemonti helytartósága

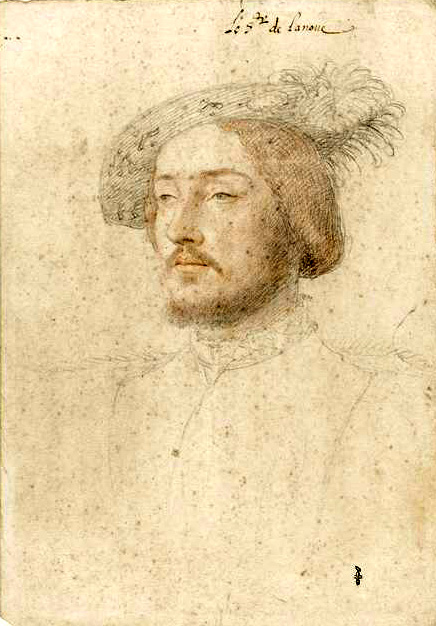
Jean Clouet: Charles de Cossé portréja (1550 k., fekete és vörös kréta, Chantilly, Musée Condé)

1550-ben egykori harcostársa, Giovanni Caracciolo utódaként júliusban Piemont kormányzójává és helytartójává nevezték ki, és az elhunyt marsalli stallumát is megkapta augusztusban. Piemonti kormányzósága közel tíz éven át tartott. Itteni tevékenységéről a kortársak a legnagyobb megbecsüléssel írtak: mind hadvezérként, mind a polgári igazgatás terén rendkívül eredményes és példamutató volt. Bár Franciaországból rendszerint nem érkezett meg a seregének járó zsold, Brissac híresen szigorú fegyelmet tartott csapatai között, így katonái nem fosztogattak. A polgári lakosságot mindvégig megkímélte, a háborút az ellenséges csapatokra korlátozta. A fogságba esettek rangja és beosztása alapján szabályozta a váltságdíjak rendjét, és igyekezett korlátozni a vészesen elharapózott párbajokat is (utóbbit azzal, hogy parancsa szerint a felek a nézeteltérést kizárólag egy hídon, négy rájuk szegezett lándzsa között rendezhették, és a vesztest mindenképp a folyóba vetették, hogy biztosan ne maradjon életben). Amikor a király parancsba adta neki, hogy adóztassa meg a piemonti lakosságot, beleértve a nemességet és az egyháziakat is. A marsall ezt saját magára nézve is kötelezőnek vélte, és 10000 écut fizetett ki adóként.
1551-ben bevette Chierit és több másik piemonti várost, amivel rákényszerítette Ferrante Gonzagát, a Milánói Hercegség császári kormányzóját, hogy feladja Parma ostromát az ún. parmai háború során. 1553-ban a falakra felhágva csapatai bevették Vercellit, amit kifosztottak, így birtokukba került III. Károly savoyai herceg korábban ott elhelyezett kincstára, értékes bútorai és drágakövei. A franciák ágyúk hiányában nem kezdtek a fellegvár ostromába, ehelyett szervezetten elvonultak, és a császáriak üldözése ellenére minden zsákmányukat meg tudták tartani. Brissac marsall hadműveleteivel elérte, hogy Gonzaga megerősítse az összes helyőrségét, ezzel csökkentve támadásra használható serege méretét. Mindez a folytonos pénzhiánnyal küszködő Brissac kezére játszott, mivel a Franciaországba küldött csapatok távozásával amúgy is meggyengült hadai nem kaptak zsoldot sem.
1554-ben Langhe vidékét (Alba környéke) és a Torinótól északra lévő Ivrea városát is elfoglalta, ami egyrészt megnyitotta az utat a svájci segédcsapatok számára, másrészt lehetőséget teremtett Milánó és Pavia vidékének megtámadására. 1555-ben hatalmas sikert ért el egy vakmerő támadással: rajtaütött Casale Monferrato városán, ahol a császári seregben szolgáló nemesség éppen egy lovagi tornán vett részt a kormányzó és katonái társaságában. A váratlan támadás elől a javarészt fegyvertelen előkelőségek a fellegvárba menekültek. Brissac megtiltotta a fosztogatást a városban, ehelyett a négy bástya és várárok által védett citadella ellen vezényelt általános rohamot. A védők megadásra tettek ígéretet, amennyiben 24 órán belül nem érkezik segítség. Mivel arra számítottak, hogy Pescara őrgrófja 3000 emberével a felmentésükre érkezik, Brissac emberei fegyverben virrasztották át az éjszakát, és az órákat is előrébb állították. A citadella így megadta magát, a marsall pedig jelentős mennyiségű tüzérséget zsákmányolt, míg a várba szorult nemességért hatalmas váltságdíjat szerzett.E bből kifizethette katonái hosszú ideje elmaradt zsoldját. II. Henrik elismerésképpen dicsérő levél kíséretében saját kardját küldte neki ajándékba; levelében arra utalt, hogy V. Károly szerint Brissac-kal az oldalán a világ ura lehetne.
1555-ben Alba hercege lett a Milánói Hercegség császári kormányzója, aki megtámadta Santhià városát. Brissac erősítést kapott Franciaországból II. Claude d’Aumale herceg, a befolyásos Guise-ház tagja vezetésével, amiben számos önként jelentkező nemes és előkelőség szolgált. A sereg a császáriak ellen vonult, akik feladták az ostromot, hátrahagyva 400 beteg katonájukat, ellátmányukat és a tüzérségük nagy részét. A franciák ezután Volpiano ostromára indultak. A beteg marsall Torinóba vonult vissza, de lelkes önkéntesei megrohamozták a várost. Ennek kormányzója csak Brissacnak volt hajlandó megadni magát, aki ezután leromboltatta a várat. Ezt követően elfoglalták Moncalierit és Vignalét is. A parancsok megtagadását és fegyelmezetlenséget szigorúan büntető marsall utóbbi mellett halálra ítélt egy nemesifjút, amiért idő előtt rohamra indult, majd megkegyelmezett neki a fiatalságára való tekintettel, és aranyláccal, valamint egy lóval jutalmazta meg. Előzőleg egy engedély nélkül kimenőre menő tisztjét fosztotta meg fegyvereitől és rangjától – utóbbi végül a királytól kapott kegyelmet.
1557 augusztusában a franciák súlyos vereséget szenvedtek a vermandois-i Saint-Quentinnél II. Fülöp spanyol király erőitől. Ekkor II. Henrik utasította Brissacot, hogy rendezkedjen be Piemont védelmére, és küldjön Franciaországba 5000 svájcit, négy kompániányi nehézlovast (gendarme), valamint ugyanennyi könnyűlovast.

## Utolsó évei
Az itáliai háborúkat 1559-ben lezáró cateau-cambrésis-i béke értelmében a franciák visszaszolgáltatták a tartományt a Savoyai Hercegségnek, Brissac pedig 1560 májusában távozott a területről, miután előző évben Pikárdia élére nevezték ki II. Gaspard de Coligny admirális lemondását követően. Elvonulásakor katonái megfenyegették, követelve elmaradt járandóságaikat, amiket részben svájci kölcsönből, részben saját vagyontárgyai eladásából fizetett ki nekik. Szolgálatai jutalmaként 1561-ben Brissacot grófsággá emelték.
1562-ben kitört az első vallásháború a katolikusok és a protestáns hugenották között. Ennek során az ifjú IX. Károly kormányzatát irányító Medici Katalin anyakirályné jóvoltából Brissacot Párizs katonai kormányzójává nevezték ki De Thermes marsall utódaként, ahol sikeresen fenntartotta a rendet és nyugalmat. 1563-ban Normandiában harcolt, majd a katolikus pártot vezető François de Guise herceg halála után átvette Orléans-nál a királyi sereg vezetését. Guise halála nyomán a régenskormányzat ideiglenesen békét tudott teremteni a rivális frakciók között, akik együtt vonultak a korábban hugenottákat segítő, Le Havre-t tőlük átvevő angolok ellen. A város júliusi bevétele volt Brissac utolsó hadjárata; a hadvezér Párizsban halt meg 1563 decemberében.

## Házassága, utódai
Brissac felesége Charlotte Le Sueur d'Esquetot (1523 k. – 1577 után), Jean Le Sueur, Esquetot, Buglise és Ricarville urának, valamint Madeleine Le Picart, Estelan és Mesnil Hatte úrnőjének leánya volt. Gyermekeik:
- Timoléon (1543-1569), Brissac grófja, katonatiszt, Franciaország fősólymásza;
- II. Charles (1550-1621), Brissac grófja, majd hercege, Franciaország marsallja, Franciaország fősólymásza és főétekfogója;
- Diane de Cossé-Brissac, Karl von Mansfeld luxemburgi gróf, császári hadvezér felesége;
- Jeanne de Cossé-Brissac (†1602), François d'Espinay (1554-1597) felesége, Timoléon d'Epinay de Saint-Luc marsall anyja.

Felesége 1567-től Medici Katalin, illetve Ausztriai Erzsébet és Lotaringiai Lujza királynék udvarhölgyei közé tartozott.

## Galéria
- A Cossé-Brissac-ház címere
- Charles de Cossé-Brissac portréja (ismeretlen alkotó műve, 16. század második fele)

## Fordítás
Ez a szócikk részben vagy egészben  a   Charles Ier de Cossé című francia Wikipédia-szócikk ezen változatának fordításán alapul.  Az eredeti cikk szerkesztőit annak laptörténete sorolja fel. Ez a jelzés csupán a megfogalmazás eredetét és a szerzői jogokat jelzi, nem szolgál a cikkben szereplő információk forrásmegjelöléseként.